# 大脑
大脑（拉丁語：Cerebrum），结构上由左右两个大脑半球组成，是脑的最主要部分。在人脑中，大脑是中枢神经系统最上层的部分，一般分为额叶、顶叶、颞叶和枕叶四个脑叶。将两个大脑半球隔开的是被称作为“中央纵裂”的沟壑，两个半球除了胼胝體相连以外完全左右分开。

## 大脑结构

### 大脑皮层

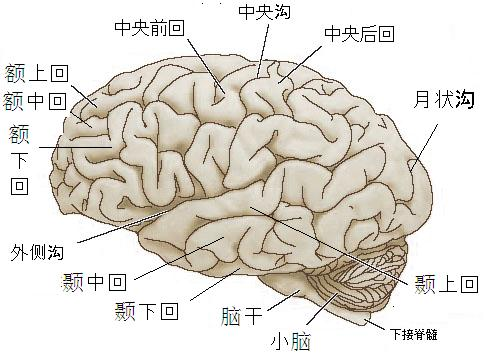
大脑表面的沟回

大脑皮层表面布满脑沟，沟与沟之间所夹细长的部分称为脑回。脑沟并非是在脑的成长过程中随意形成，什么形态出现在何处都完全有规律（其深度和弯曲度因人稍有差异）。每一条脑沟在解剖学上都有专有名称。    
脑沟与脑回的形态基本左右半球对称，是对脑进行分叶和定位的重要标志。比较重要的脑沟有外侧沟起于半球下面，行向后上方，至上外侧面；中央沟起于半球上绿中点稍后方，斜向前下方，下端与外侧沟隔一脑回，上端延伸至半球内侧面；顶枕沟位于半球内侧面后部，自下向上。在外侧沟上方和中央沟以前的部分为额叶；外侧沟以下的部分为颞叶；枕叶位于半球后部，其前界在内侧面为顶枕沟，在上外侧面的界限是自顶枕沟至枕前切迹（在枕叶后端前方约4cm处）的连线；顶叶为外侧沟上方、中央沟后方、枕叶以前的部分；岛叶呈三角形岛状，位于外侧沟深面，被额、顶、颞叶所掩盖，与其他部分不同布满细小的浅沟（非脑沟）。    

### 大脑半球
有关两个大脑半球的功能单侧化的研究表明，大多数人的语言中枢在大脑左半球。此外，对于大脑运动中枢的初级运动皮层，右腦半球控制左半身的活動，左腦半球則控制右半身的活動，因此，如果右腦半球受損，左半身便無法正常的活動。
左右大脑半球有各自的称为侧脑室的腔隙。侧脑室与间脑的第三脑室，以及小脑和延髓、脑桥之间的第四脑室之间有孔道连通。脑室中的脉络丛产生脑的液体称为脑脊液。脑脊液在各脑室与蛛网膜下腔之间循环，如果脑室的通道阻塞，脑室中的脑脊液积多，将形成脑积水。

## 解剖学

人的大脑（红色显示的区域）

大脑的断面分为白质与灰质。 大脑的灰质是指表层的数厘米厚的被称为“大脑皮层”的结构，是神经细胞（细胞体）聚集的部分，具有六层的构造，含有复杂的回路是思考等活动的中枢。相对大脑皮层的灰质，大脑白质又称为大脑髓质。
一般情况下，大脑的神经细胞在数分钟内得不到氧气（脑缺氧），人便會失去知覺，其中如果5、6分鐘後仍缺氧，神經細胞便會陸續死去。

## 相关结构
间脑由上丘脑、丘脑、下丘脑、底丘脑构成。丘脑与大脑皮层、脑干、小脑、脊髓等联络，负责感觉的中继、控制运动等。下丘脑与保持身体恒常性，控制自主神经系统、感情等相关。
脑神经有12对（广义有13对，包括终末神经），譬如大脑出发的嗅神经、间脑出发的视神经。

## 外部連結
- head and neck (頭頸部) - 大腦溝與迴 (cerebral gyru and sulcus)（页面存档备份，存于）